# Chinchillakanin

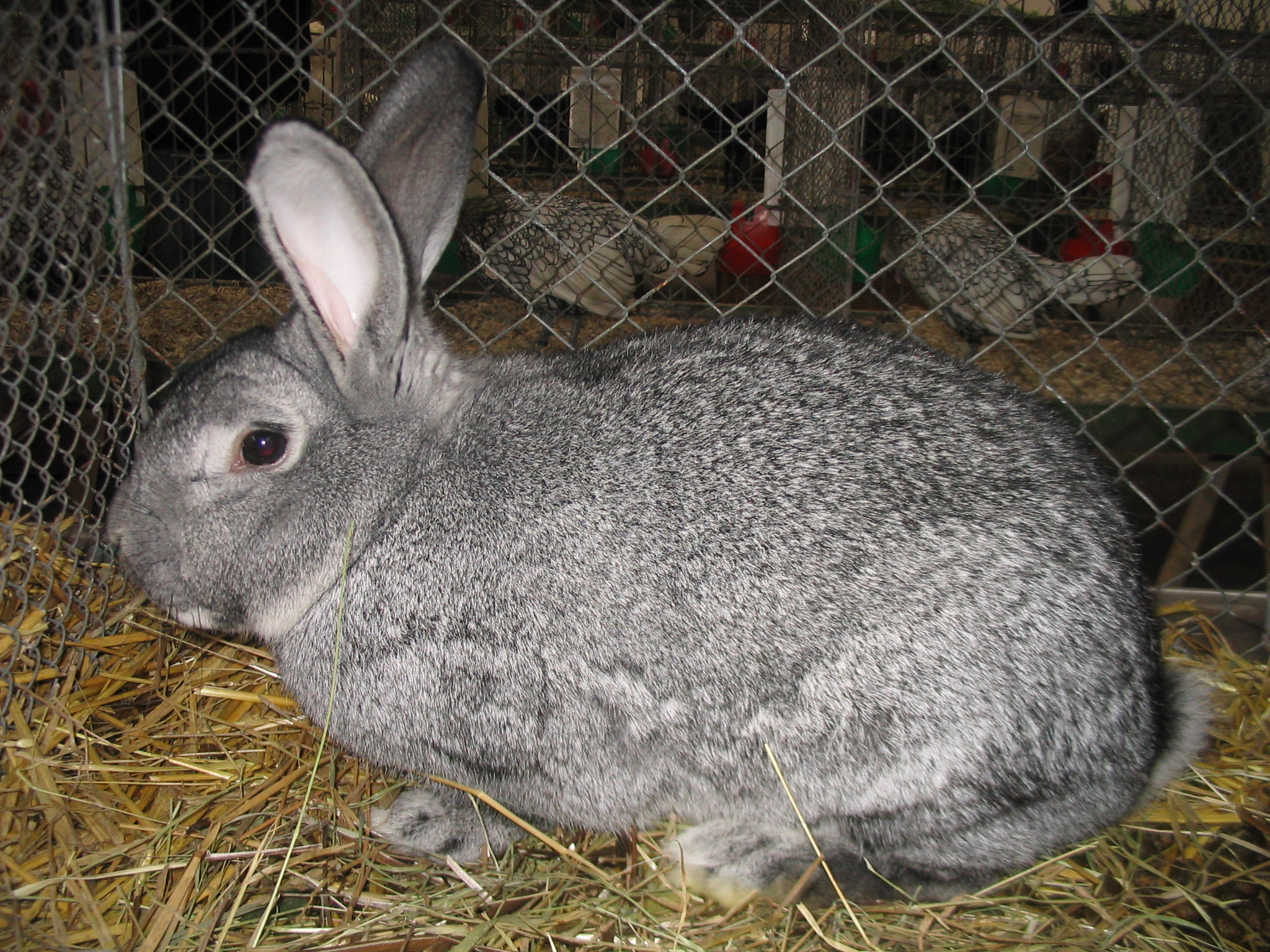
Stor chinchillakanin

För den sydamerikanska gnagaren, se chinchillor
En chinchillakanin är en kaninras med gråflammig päls som är vanlig som utställningskanin.
I Amerika finns det tre olika raser av chinchillakaninen: American Chinchilla, Giant Chinchilla och Standard Chinchilla. I Sverige skiljer man på liten chinchillakanin och stor chinchillakanin. Chinchillakaninen har fått sitt namn efter det sydamerikanska djuret chinchilla eftersom deras pälsar är mycket lika. Men chinchillans päls växer i knippen med mycket tunna hårstrån. Så är det inte på chinchillakaninerna.

## Ursprung
Chinchillakaninens ursprung anses vara lite av ett mysterium. Den franske uppfödaren som utvecklade rasen påstod att chinchillakaninen avlades fram genom att korsa först vildkanin med blå beveren och sedan korsa ungarna med himalayan (rysk kanin) och sedan låta ungarna para sig med varandra, spara de bästa och korsa in black and tan för att förbättra färgen. Men ur genetisk synpunkt ska det inte fungera .Därför är det mest troliga att det rör sig om en mutation som har uppstått då man har korsat viltfärgade kaniner. Mutationen kan ha uppstått som beskrivs men i så fall är det en tillfällighet 

## Liten chinchillakanin
Liten chinchillakanin får väga mellan 2,5-3,5 kg. Den anses vara trevlig som sällskapskanin eftersom den är behaglig i temperamentet och behändig i storleken. På 50-60-talen var den en av våra mest förekommande raser. Men det krävs tålamod för att få fram exemplar med bra färg. 
I kroppen ska liten chinchillakanin vara kort och kompakt. Den ska se robust ut och öronen ska vara förhållandevis kraftiga. Huvudets storlek ska vara lagom stort och harmoniera med kroppsstorleken. Halsen ska vara kort och sitta tätt på kroppen.

## Stor chinchillakanin
Stor chinchillakanin ska väga över 4,6 kg. Vilka raser man har blandat in för att få fram stor chinchilla är osäkert men troligtvis rör det sig om Belgisk Jätte.
Stor chinchillakanin ska ha en kraftig kroppsform med lätt reslig hållning och fylliga muskelpartier. Benen ska vara kraftiga och bära upp kroppen från underlaget.

## Färg
Det svåraste då man föder upp chinchillakaniner är att lyckas med färgen. De ska ha en täckfärg av vit till gråvit grundfärg med svarta hårspetsar. Den ska inte ha en jämn grå färg utan hårspetsarna ska fördela sig så att en schattering framträder. Eftersom chinchillakaninen har viltanlag är den vit på nosen buken, svansens undersida, benens insidor, käkarnas kant, samt en ring runt ögat.